# МАЗ-6317
МАЗ-6317 (англ. MAZ-6317) — бортовий повнопривідний автомобіль підвищеної прохідності з колісною формулою 6×6, що випускається Мінським автозаводом з 90-х рр.

## Історія
У грудні 1996 року Міністерство оборони Республіки Білорусь спільно з Мінським автомобільним заводом організувала заводські випробування автомобіля. Їх результати показали, що МАЗ-6317 може бути використаний для заміни у військах автомобілів «КрАЗ», «КАМАЗ» і «Урал».
Ходові випробування виявили можливість застосування МАЗ-6317 для буксирування артилерійських систем калібру 152-мм (2А65, 2А36 і Д20 або їх аналогів). Підтверджено і можливість використання МАЗ-6317 для транспортування озброєння зенітно-ракетних комплексів С-200 і С-300 , а також для розміщення на його шасі понтонно-мостових парків.
МАЗ-6317 використовується в білоруській армії як шасі для реактивної установки залпового вогню «Град-1А» («Белград»).

## Конструкція

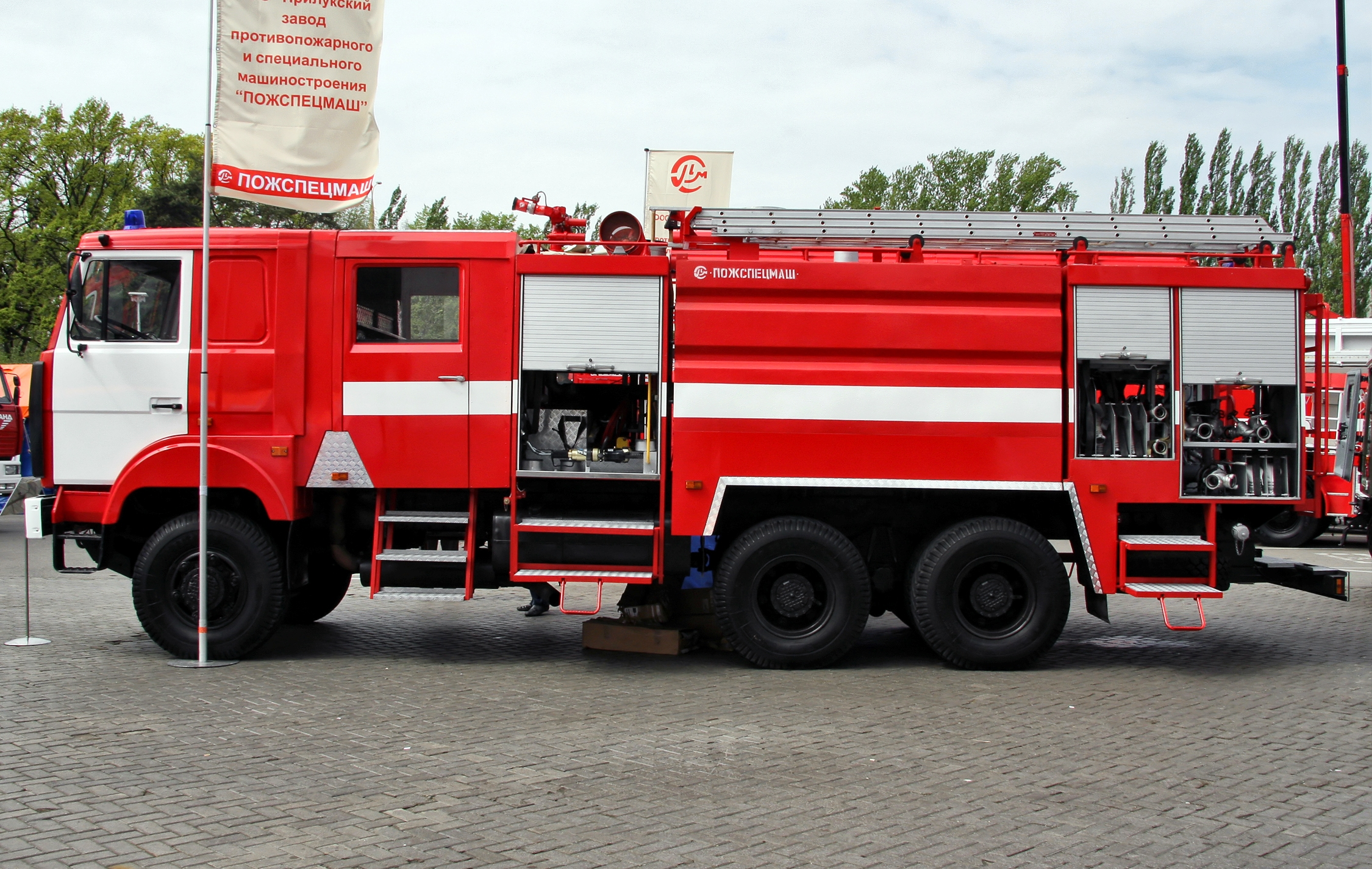
МАЗ-631708

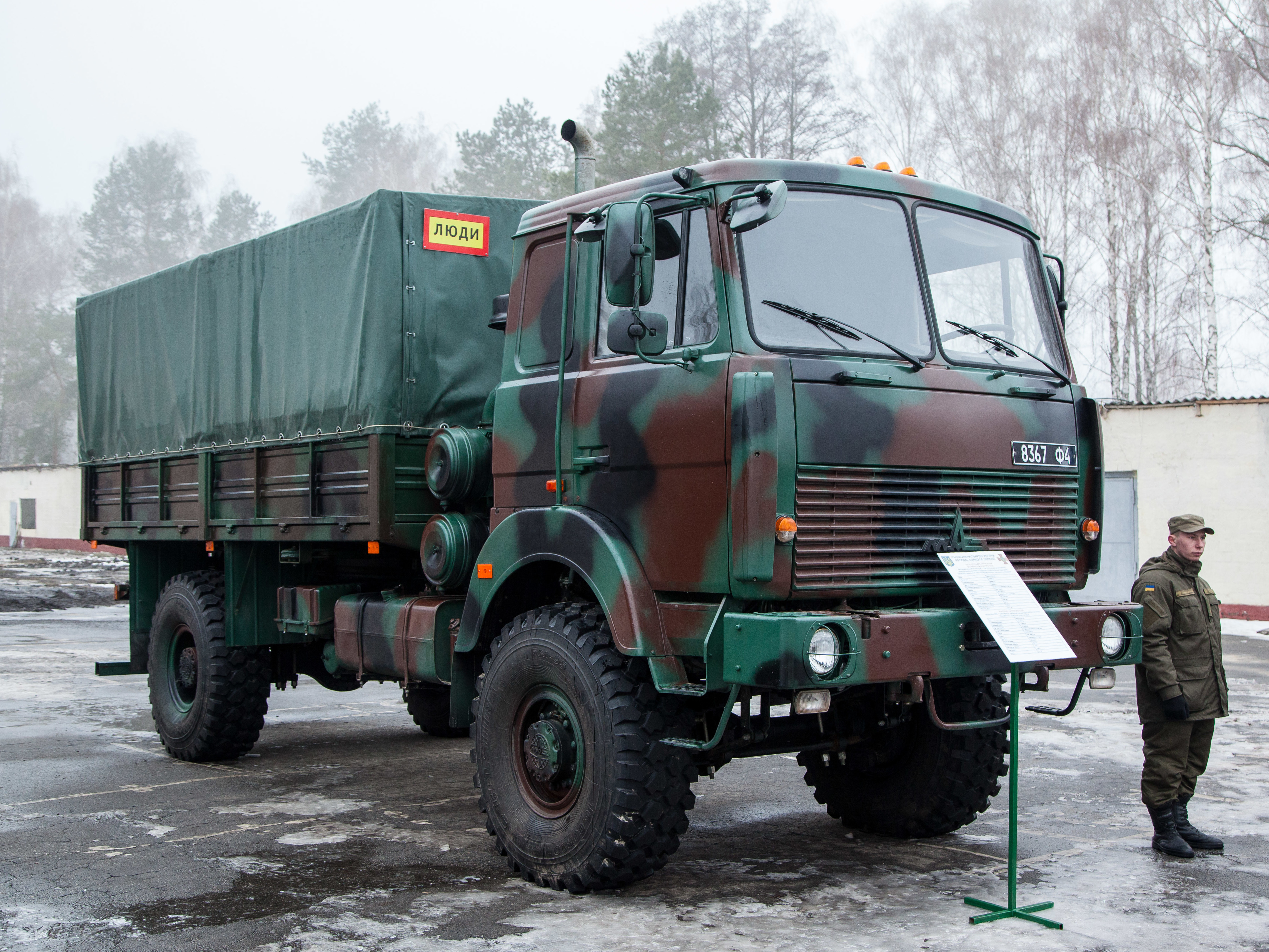
МАЗ-5316

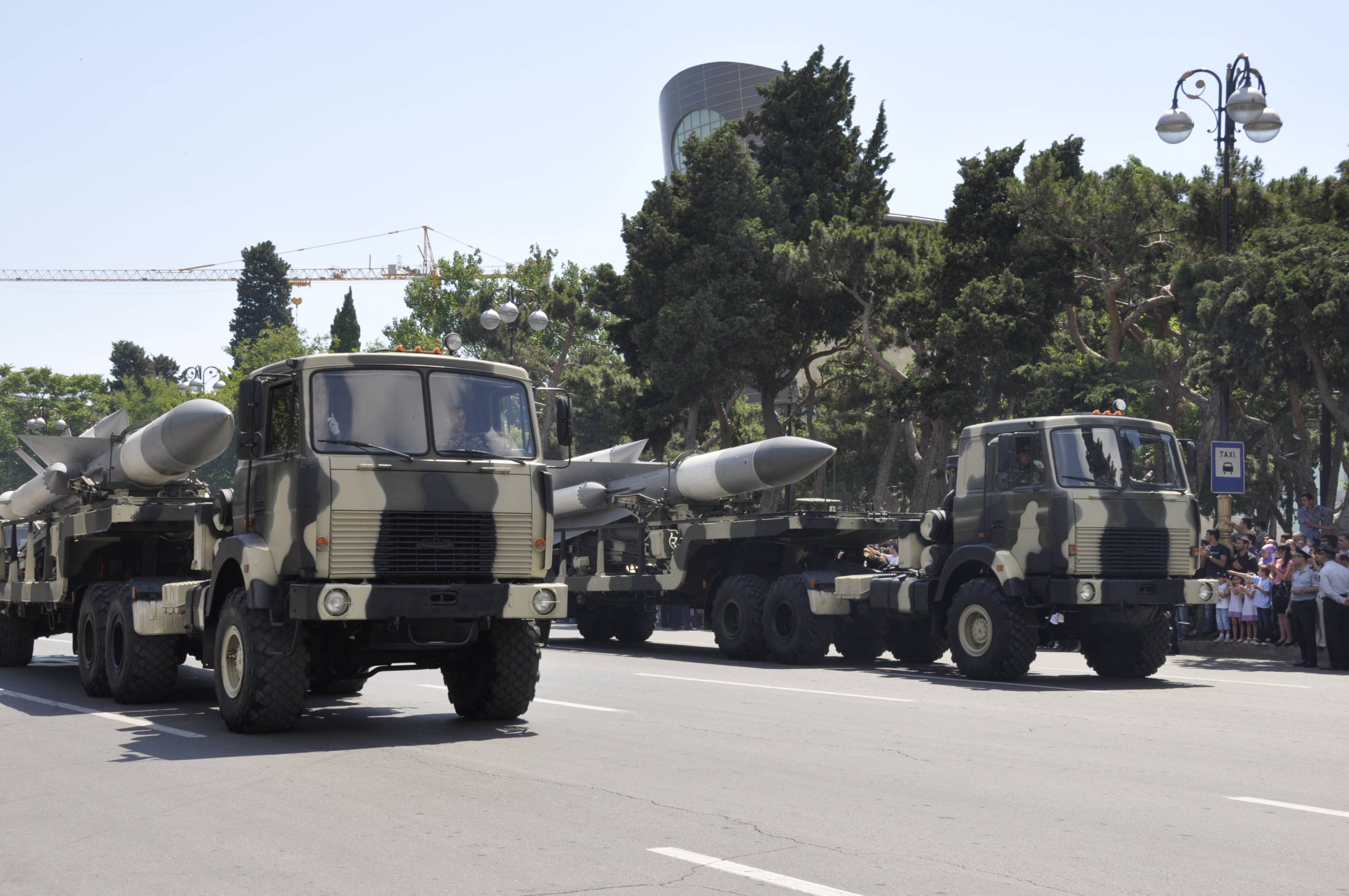
Сідлові тягачі МАЗ-6425

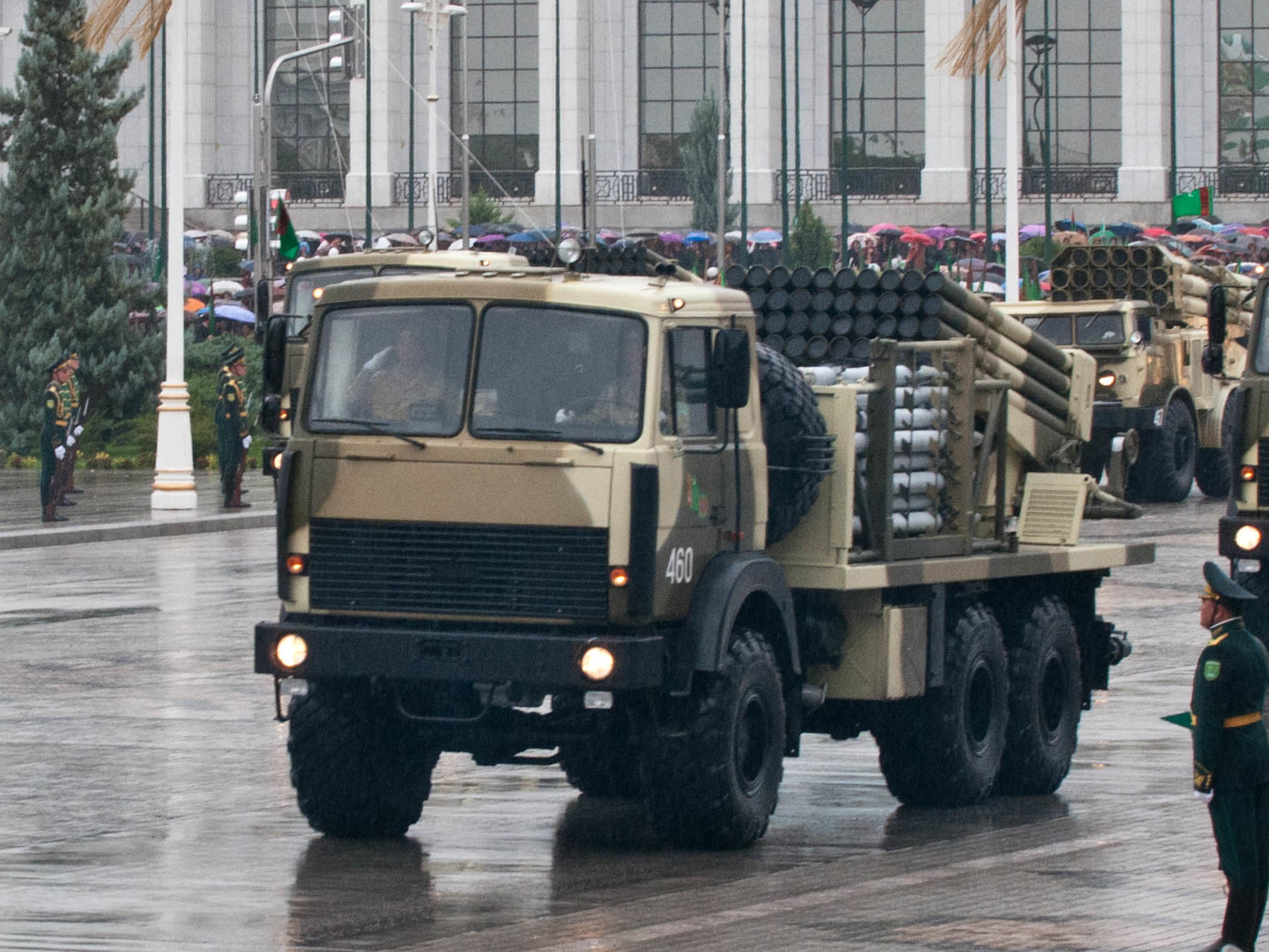
БМ-21 «Град-1А» БелГрад

Автомобіль призначений для перевезення людей і вантажів по всіх видах доріг, а також буксирування літаків на аеродромах. Ярославські дизелі ЯМЗ-238ДЕ2 потужністю 330 к.с. і ЯМЗ-7511.10 потужністю 400 к.с., багатоступенева трансмісія, система, що змінює тиск повітря в шинах, широкопрофільні всюдихідні шини, блокування диференціалів, великий дорожній просвіт дозволяють працювати на пересіченій місцевості в складі автопоїзда повною масою 44-55 т.
Корисне навантаження бортових автомобілів сімейства МАЗ-6317 (6x6) досягає 11 т. Зусилля по мостах розподіляє одноступінчата роздавальна коробка із пониженою передачею. Об'єм кузова становить 27 м3. На базі МАЗ-6317 створені модифікації з бортовою платформою вантажопідйомністю 11,9 т і двосхилою ошиновкою задніх мостів, а також сідлові тягачі серії МАЗ-6425, здатні працювати у складі автопоїздів повною масою від 44 до 53 т.

## Модифікації

### МАЗ-6317
- МАЗ-6317 — армійський бортовий повнопривідний автомобіль підвищеної прохідності з колісною формулою 6х6.
- МАЗ-63172 — армійська бортова вантажівка, зі збільшеним на 33,3 м³ об'ємом кузова.
- МАЗ-63171 (МАЗ-631708-010) — «цивільна» (комерційна) модифікація автомобіля з подвійними задніми колесами. (представлений в 1994 році).
- Богдан-6317 — українська модифікація МАЗ-6317, що збиралась на заводах корпорації «Богдан» методом крупновузлової збірки з білоруських запчастин та з китайським двигуном Weichai wp10.380e32 Евро2 об'ємом 10л та потужністью 380кс.

### МАЗ-5316
МАЗ-5316 являє собою двовісний варіант автомобіля (колісна формула 4х4) вантажопідйомністю 5,1-7,5 т з двигуном ЯМЗ-238ДЕ2 потужністю 330 к.с. Представлений в 1999 році, у Збройних Силах Республіки Білорусь з 2003 року.
Українська модифікація МАЗ-5316, що збирається на заводах корпорації «Богдан» методом крупновузлової збірки з білоруських запчастин називається Богдан-53162.

### МАЗ-6425
Повнопривідний сідловий тягач з колісною формулою 6х6, призначений для транспортування важкої техніки, в тому числі танків.

### МАЗ-6517
Самоскид з колісною формулою 6х6 і вантажопідйомністю 19 т (з 1994 року).

## Автівки на базі

### БелГрад
Бойові машини БМ-21А «БелГрад» є модернізацією наявних бойових машин БМ-21 «Град» радянського виробництва перестановкою артилерійської частини з шасі автомобіля Урал-375Д на нове доопрацьоване шасі автомобіля МАЗ-6317. Від звичайного «Граду» на базі Уралу , «Белград» принципово відрізняється тим, що везе на собі відразу два боєкомплекти замість одного. Створення почалося 1997, прийнята на озброєння 2001.

### Защитник

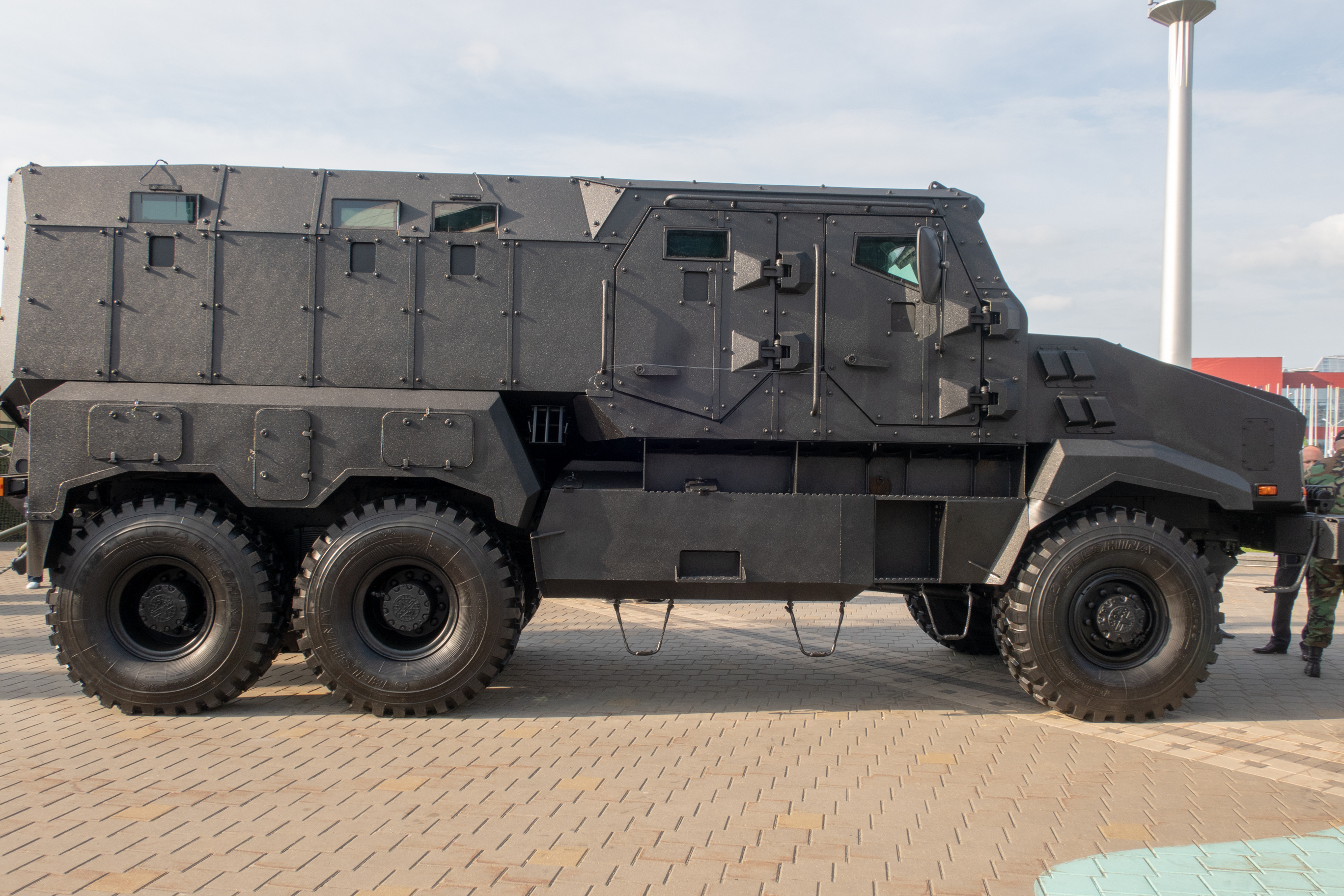
MRAP «Защитник»

Білоруський бронеавтомобіль MRAP «Защитник» на шасі МАЗ-6317 140-го ремонтного заводу, що представлений в 2019 році.

### 2С22 Богдана
САУ серійно випускається з 2023 року на шестивісних шасі МАЗ-6317, закуплених перед російським вторгненням в Україну. На машину встановлено бронекабіну виробництва компанії «Українська бронетехніка».

## Виробництво

### Локалізація в Україні

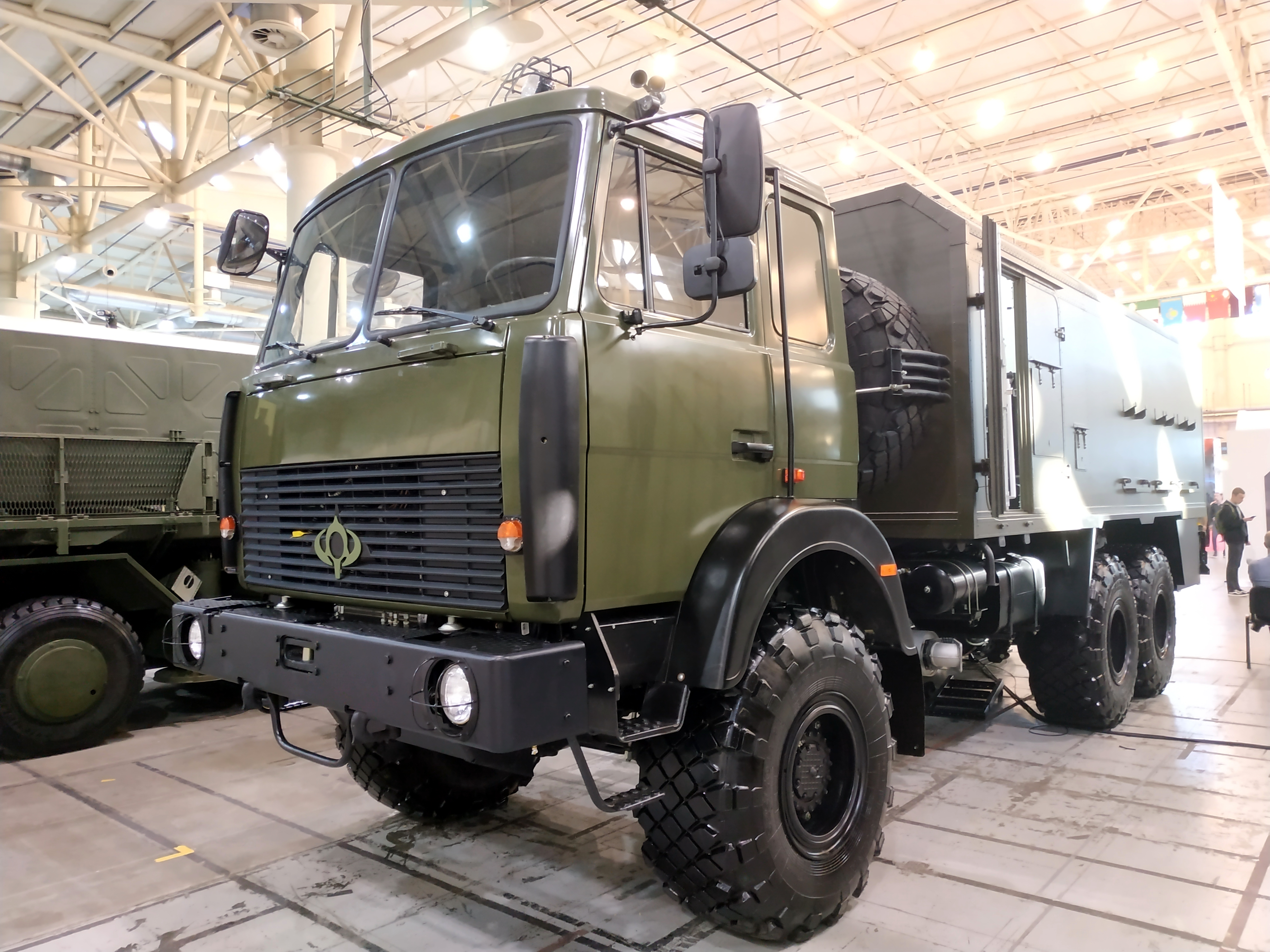
Bogdan-6317

В березні 2016 року прес-служба корпорації «Богдан» повідомила про плани розпочати випуск деяких вантажних автомобілів Мінського автозаводу (МАЗ). Спочатку передбачалось великовузлове складання: складання шасі, зварювання, фарбування і установка вантажної платформи. «Надалі український автовиробник має намір локалізувати виробництво, залучаючи вітчизняних виробників комплектуючих». Перш за все, йдеться про дві повнопривідні моделі: МАЗ-5316 і МАЗ-6317.
Надалі «Богдан» планує організувати виробництво ще однієї моделі — сідельного тягача МАЗ-6425. Такі машини вже перебувають на озброєнні української армії. Зокрема вони були помічені за перевезенням нових вітчизняних бронетранспортерів БТР-4Е1.

## Оператори
- Білорусь
- Збройні сили України: використовуються МАЗ-6425, МАЗ-6317 та МАЗ-5316 під брендом «МАЗ-Богдан»[6]. Всього станом на 2016 рік в Білорусі закуплено 120 вантажівок МАЗ для ЗСУ. За даними видання AUTO-Consulting, для України гарантія на сімейство МАЗ-6317 складає 1 рік, у порівнянні із гарантією 5 років на сімейство КрАЗ-6322.[7] Також МАЗ є одним із серійних шасі САУ 2С22 «Богдана».